# Biển Thrace

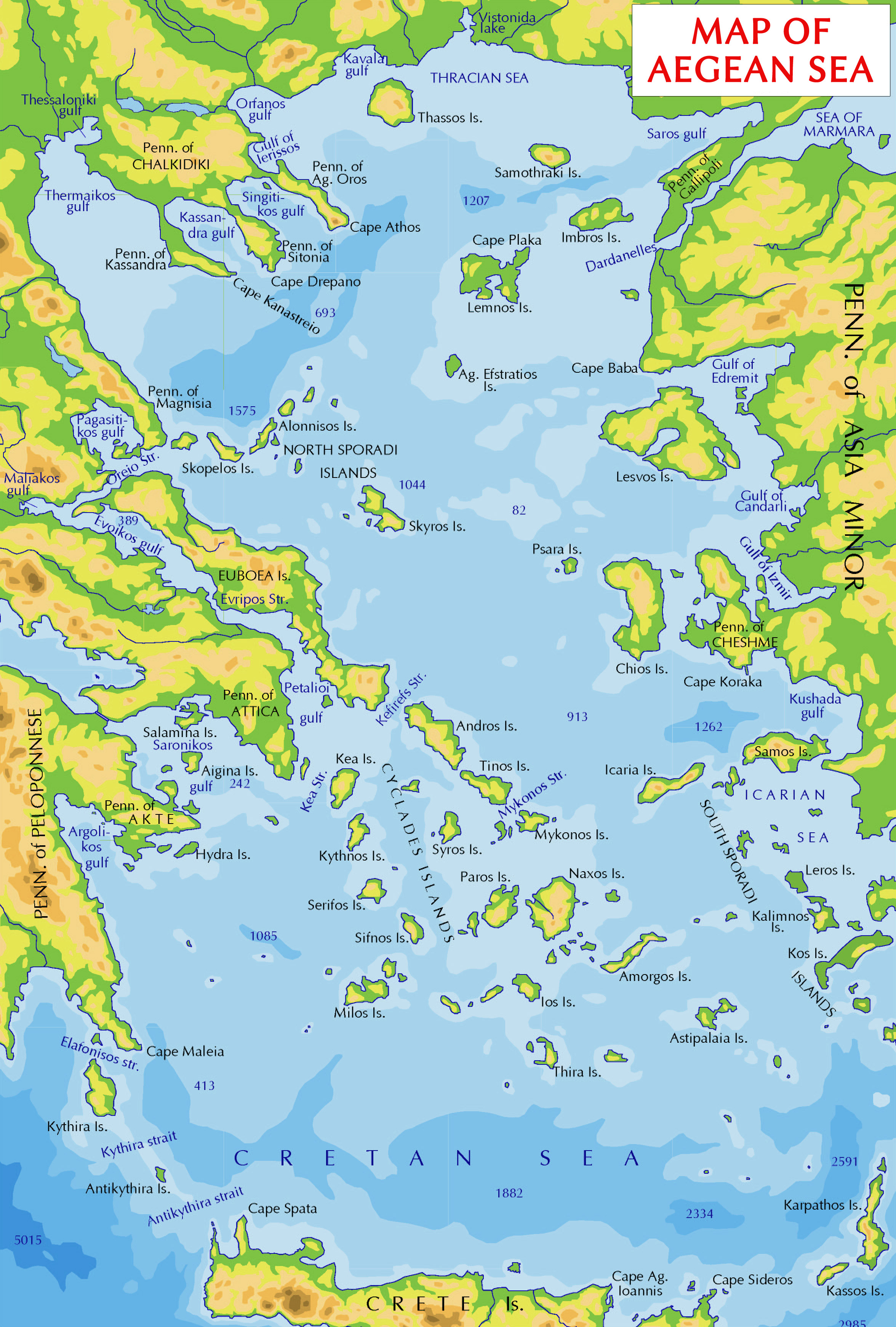
Bản đồ biển Aegea. Biển Thrace được chỉ ra ở trên.

Biển Thrace  (tiếng Hy Lạp: Θρακικό Πέλαγος, Thrakiko Pelagos; tiếng Thổ Nhĩ Kỳ: Trakya Denizi) là một phần của biển Aegea và hình thành các điểm phía bắc của biển. Các vùng bao quanh biển là Macedonia (Hy Lạp) và Thrace cũng như phía tây bắc Thổ Nhĩ Kỳ. Toàn bộ vùng biển nằm phía bắc của đường vĩ độ 40.
Chiều dài từ đông sang tây từ 23°E đến 25.8°E hoặc từ phía đông vịnh Strymonia đến phần phía bắc của bán đảo Gallipoli và chiều rộng từ bắc tới nam khoảng từ 40.25°N đến 41°N hay từ phía bắc Dardanelles đến biên giới giữa Xanthi và tỉnh Rhodope.
Quần đảo bao gồm Thasos và Samothrace ở Hy Lạp và Gökçeada (Imvros ở Hy Lạp) và Bozcaada (Tenedos ở Hy Lạp) ở Thổ Nhĩ Kỳ. Các vịnh bao gồm vịnh Ierissian đến phía tây nam, vịnh Strymonian là nơi có sông Struma chảy ra, vịnh Kavala và vịnh Saros ở Thổ Nhĩ Kỳ. Các dòng sông chảy vào các vịnh bao gồm sông Nestos và sông Maritsa.